# Rumania en el Festival de la Canción de Eurovisión 2022
Rumania participó en el LXVI Festival de la Canción de Eurovisión, que se celebró en Turín, Italia del 10 al 14 de mayo de 2022, tras la victoria de Måneskin con la canción «Zitti e buoni». La Sociedad Rumana de Televisión (TVR) decidió mantener el formato de selección tradicional, organizando la Selecția Națională para elegir al representante rumano en Eurovisión. Tras la realización de dos semifinales; la primera de cinco días y posteriormente una semifinal el 12 de febrero, en la que concursaron inicialmente 40 canciones, en la final del 5 de marzo de 2022, fue declarado ganador el cantante WRS con la canción de pop con reminenscias de urban «Llámame» compuesta por el mismo junto a Cezar Gună, Alexandru Turcu y Costel Dominteanu.
Rumania pasó completamente desapercibida en las casas de apuestas, sin embargo en la segunda semifinal logró avanzar a la final tras colocarse en 9° lugar con 118 puntos. En la gran final, WRS se colocó en 18° lugar con 65 puntos.

## Historia de Rumania en el Festival
Rumania es uno de los países de Europa del Este que se fueron uniendo al festival después de la disolución de la Unión Soviética, intentando debutar en 1993 al participar en la eliminatoria «Kvalifikacija za Millstreet», la primera ronda eliminatoria realizada para el festival tras la alta demanda de países que deseaban participar en el concurso, sin embargo no logró clasificar al quedar en 7° lugar, debutando un año después, en 1994. Desde entonces el país ha concursado en 21 ocasiones, siendo su mejor participación en 2005 y en 2010, cuando se colocaron en 3ª posición con Luminița Anghel & el grupo Sistem con la canción «Let me try» y el dúo de Paula Seling junto a Ovi con el tema «Playing with fire». Así mismo, el país se ha colocado en cuatro ocasiones más dentro de los mejores 10. Desde la introducción de las semifinales en 2004, Rumania se convirtió en uno de los países en siempre clasificar a la gran final hasta su primera eliminación en 2018.
En 2021, la artista seleccionado internamente Roxen, no clasificó a la final terminando en 12.ª posición con 85 puntos en la semifinal 2, con el tema «Amnesia».

## Representante para Eurovisión

### Selecția Națională 2022
La Selecția Națională 2022 fue la 20.ª edición de la tradicional final nacional rumana. Rumania confirmó su participación en el Festival de la Canción de Eurovisión 2022 en Turín en octubre de 2021. Un mes después, el 23 de noviembre de 2021 la TVR confirmó la organización de la Selecția Națională. Rumania abrió un periodo de recepción de las canciones entre el 26 de noviembre y el 10 de diciembre, recibiendo 94 candidaturas. El 23 de diciembre de 2021 se anunciaron a los 45 participantes de la primera fase de la preselección, siendo seleccionadas por un panel de expertos conformado por: Alexandra Ungureanu (cantante), Ozana Barabancea (cantante de jazz), Randi (cantante y productor), Cristian Faur (compositor) y Adrian Romcescu (compositor).
La competencia consistió en tres fases siendo las últimas dos galas televisadas. La primera fase consistió de una semifinal online en la cual los 46 (posteriormente 44) concursantes fueron sometidos a dos votaciones: la primera por un panel de cinco jurados (compuesto por las mismas personas que habían seleccionado inicialmente a los semifinalistas en diciembre de 2021), escogió quince clasificados mientras que la segunda votación consistió de los votos online del público en el Facebook de Eurovisión Romania clasificó a los cinco más votados de entre los concursantes restantes.
La segunda ronda fue una sola semifinal televisada  en la que se presentaban las 20 candidaturas y se sometían en una votación que se dividía 100% del jurado profesional, que seleccionó a los diez finalistas. En la final, se presentaron las 10 candidaturas y se sometieron a una votación a 5/6 un panel de cinco jurados, los cuales cada uno votó con el mismo sistema de Eurovisión: 12, 10 y 8-1 punto; y 1/6 la votación del público, quién otorgaba 12 puntos a la mayor votada mientras que el resto recibía el equivalente al porcentaje de votos respecto al más votado multiplicado por 12. Por ejemplo, si la canción A recibía el 10% de la canción B (la mayor votada), su puntaje por el público era 12 x 10% = 1.20 puntos. En esta ronda, el mayor votado se declaraba ganador del festival y representante de Rumania en Eurovisión.

#### Candidaturas
El 23 de diciembre de 2021 se anunciaron a los 45 participantes de la primera fase de la preselección. Así mismo, la TVR abrió un periodo de 24 horas para apelar el resultado ante un comité formado por Cristian Faur, Liana Elekeș y Gabriel Scîrleț. El 28 de diciembre de 2021 se confirmó la inclusión del tema «Malere» de E-an-na dentro de la preselección mientras que otras tres candidaturas fueron rechazadas. Así mismo se hizo oficial un cambio de canción, con el cual el tema «Best Of Me» interpretado por Alex Parker, Bastien & Erik Frank fue retirado de la preselección debido a la imposibilidad de Erik Frank de viajar a Rumania. De esta forma fue cambiado por otro tema de Alex Parker & Bastien, «All This Love».
El 3 de enero de 2022, las versiones de estudio de las 46 candidaturas fueron publicadas en YouTube. El 5 de febrero de 2022, primer día de votaciones de la primera semifinal, la TVR anunció que Barbara Tešija se retiró de la competencia por razones desconocidas. El 9 de febrero de 2022, Fabi también se retiró de la competencia tras dar positivo a COVID-19.
| Artista(s)                               | Canción                                                  | Idioma                  | Compositor(es) |
| ---------------------------------------- | -------------------------------------------------------- | ----------------------- | --- |
| Aldo Blaga                               | «Embers» («Límites»)                                     | Inglés                  | John Woodrow Matthews, Linda Persson, Rickard Bonde Truumeel, Ylva Persson, Charlie Mason                                            |
| Alex Parker & Bastien                    | «All This Love» («Todo este amor»)                       | Inglés                  | Alexandru Ciacoi, Sebastian Tudor, Vlad Cireşan                                                                                      |
| Alexa                                    | «Hoodies and Cold Nights» («Hoodies y noches frías»)     | Inglés                  | Inaki Calvo Medel, Omar Secada Dihigo, Radu Bolfea, Alexa Niculae                                                                    |
| Alina Amon                               | «Without You» («Sin ti»)                                 | Inglés                  | Alina Amon |
| Ana                                      | «Youngster» («-»)                                        | Inglés                  | Ana Maria Lazăr |
| Andra Oproiu                             | «Younique» («Tú-única»)                                  | Inglés                  | Linda Persson, Paul Dubrovsky, Ylva Persson                                                                                          |
| Andrea Stocchino                         | «Avere Paura» («Temer»)                                  | Italiano                | Andrea Stocchino, Emedio Mazzilli, Nicolo Baldini                                                                                    |
| Andrei Petruș                            | «Take Me» («Llévame»)                                    | Inglés                  | Călin Ionce, Silvia Ștefănescu |
| Aris                                     | «Do Svidaniya» («Adiós»)                                 | Inglés, Ruso            | Michael James Down, Natalie Palmer, Primoz Poglajen, William Beau Taylor                                                             |
| Ayona                                    | «Let Me Come To You» («Déjame ir a ti»)                  | Inglés                  | Marius Cobianu |
| Barbara Tešija                           | «Hypnotized» («Hipnotizada»)                             | Inglés                  | Barbara Tešija, Marko Tomasović |
| Bogdan Dumitraș                          | «Sign» («Señal»)                                         | Inglés                  | Alex Luft |
| Carmen Trandafir                         | «Măști» («-»)                                            | Rumano                  | Riona Eliza Sakurada, Carmen Trandafir                                                                                               |
| Cezar Ouatu                              | «For Everyone» («Para todos»)                            | Inglés                  | Mihai Alexandru, Christian Alexandru                                                                                                 |
| Ciro de Luca                             | «Imperdonabile» («Imperdonable»)                         | Rumano, Italiano        | Ciro de Luca, Ilie-Rareș Varniote |
| Cream, Minodora & Diana Bucșa            | «România Mea» («Rumania mía»)                            | Rumano                  | Constantin Ioniță, Mariana-Alina Manolache                                                                                           |
| Dan Helciug                              | «241» («241»)                                            | Inglés                  | Dan Helciug |
| Dora Gaitanovici                         | «Ana» («Ana»)                                            | Rumano                  | Dora Gaitanovici |
| E-an-na                                  | «Malere» («Maler»)                                       | Rumano                  | Andrei Oltean, Ovidiu Ban |
| Eliza G                                  | «The Other Half Of Me» («La otra mitad de mí»)           | Inglés, Italiano        | Giuseppe Anastasi, Valerio Carboni, Elisa Gaiotto, Mike Connaris                                                                     |
| Eugenia Nicolae junto a Cazanoi Brothers | «Doina» («Doina»)                                        | Rumano                  | Anatolie Cazanoi, Cezar Cazanoi, Eugenia Niţu, Liviu Tănăsoiu                                                                        |
| Fabi                                     | «That Way» («Ese modo»)                                  | Inglés, Rumano, Español | Fabian Ferrara |
| Forțele de muncă                         | «Hai Afară, Frate!» («¡Sal, hermano!»)                   | Rumano                  | Florin Dumitrescu |
| Gabriel Basco                            | «One Night» («Una noche»)                                | Inglés                  | Dominic Dehen Perfetti, Gabriel Bîscoveanu, Roland Kiss                                                                              |
| Giulia-Georgia                           | «Find Your Way» («Encontrar tu camino»)                  | Inglés                  | Giulia-Georgia Beiliciu |
| Ivel                                     | «Neverending» («Sin fin»)                                | Inglés                  | Ivelin Trakiyski |
| Jessie                                   | «Regret» («Lamentar»)                                    | Rumano                  | Bianca Dragomir-Fotache, Bogdan Samoilenco, Călin Luca, David Popa, Jessie Baneș, Loredana Cavasdan, Olga Verbițchi, Tomer Weissbuch |
| Kyrie Mendél                             | «Hurricane» («Huracán»)                                  | Inglés                  | Kyrie Mendél |
| Letiția Moisescu                         | «Mirunica» («Miruna»)                                    | Rumano                  | Letiţia Moisescu, Niculae Robert Andrei, Ovidiu Junghiatu                                                                            |
| Leyah                                    | «I'll Be Fine» («Voy a estar bien»)                      | Inglés                  | Magdalena Marica |
| Mălina                                   | «Prisoner» («Prisionera»)                                | Inglés                  | Cornel-Valentin Oprea |
| Miryam                                   | «Top Of The Rainbow» («En lo más alto del arcoiris»)     | Inglés                  | Ovidiu Anton |
| Møise                                    | «Guilty» («Culpable»)                                    | Inglés                  | Jonas Gladnikoff, Shawn Myers |
| Oana Tăbultoc                            | «Utopia» («Utopía»)                                      | Inglés                  | Linda Persson, Ylva Persson |
| Olivia Miheț                             | «Fragile» («Frágil»)                                     | Inglés                  | Mihai Costăchescu, Olivia Miheț |
| Othello                                  | «You're Worthy» («Eres digno»)                           | Inglés                  | Liviu Elekes, Roxana Elekes |
| Outflow                                  | «Running In Circles» («Corriendo en círculos»)           | Inglés                  | Florin Ciotlăuş, George Popa, Lucian Blaga, Mircea Georoceanu                                                                        |
| Petra                                    | «Ireligios» («Irreligiosa»)                              | Rumano                  | Petronela Donciu |
| Roberta-Maria Popa                       | «Indigo» («Índigo»)                                      | Inglés                  | Linda Persson, Peter Frodin, Ylva Persson                                                                                            |
| Romeo Zaharia                            | «Until The Fight Is Over» («Hasta que la pelea termine») | Inglés                  | Arnar Astradsson, Aidan O'Connor |
| Seeya                                    | «Save Me» («Sálvame»)                                    | Inglés                  | Idris Jafarov, Bogdan Ioan Tomosoiu                                                                                                  |
| Sophia                                   | «Beautiful Lies» («Hermosas mentiras»)                   | Inglés                  | Eduard Cîrcotă |
| Stelian                                  | «Remember» («Recordar»)                                  | Inglés                  | Călin Giurgiu, Niklas Bergqvist, Stefan Knutsson, Stelian Ciuciuc                                                                    |
| Vanu                                     | «Never Give Up» («Nunca rendirse»)                       | Inglés                  | Cristian Prăjescu, Floris-Răzvan Alexa, Ioana Hrişcă, Teodora Constantin                                                             |
| Vizi                                     | «Sparrow» («Gorrión»)                                    | Inglés                  | Vizi Imre |
| WRS                                      | «Llámame» («Llámame»)                                    | Inglés, Español         | Alexandru Turcu, Andrei Ursu, Cezar Gună                                                                                             |

     Candidatura retirada

#### Semifinales
El primer cuarto de final se emitió el 20 de noviembre de 2021, presentada por Tanel Padar (representante y ganador de Eurovisión por Estonia en 2001) e Ines (representante de Estonia en 2000) desde los estudios de la ERR en Tallin. Los participantes de esta ronda fueron anunciados por la ERR el 15 de noviembre. 10 canciones compitieron por 5 pases a la final por medio de una única ronda de votación a 100% del televoto, siendo seleccionadas para las semifinales las 3 canciones más votadas. De entre las 7 restantes, un jurado profesional repescó 2 canciones más para avanzar a las semifinales.

##### Semifinal 1
La primera semifinal tuvo lugar entre el 5 y 10 de febrero de 2022, siendo una ronda no televisada, si no que fueron publicadas las actuaciones previamente grabadas de todos los concursantes por la plataforma de YouTube. 44 canciones compitieron por 20 pases a la segunda semifinal por medio de dos votaciones: la primera en la que un jurado formado por cinco miembros desde el 5 al 8 de febrero cribaron y calificaron todas las canciones, seleccionando a quince de ellas. La segunda votación fue 100% una votación online en la plataforma de Facebook entre el 9 y 10 de febrero, donde el público seleccionó a cinco canciones más que no pertenecieran al anterior grupo de quince participantes.
| Artista(s)                               | Canción                   | Lugar | Votos  | Resultado |
| ---------------------------------------- | ------------------------- | ----- | ------ | --------- |
| Aldo Blaga                               | «Embers»                  | 11    | 1,423  | Avanza    |
| Alex Parker & Bastien                    | «All This Love»           | 31    | 453    | Avanza    |
| Alexa                                    | «Hoodies and Cold Nights» | 20    | 863    |           |
| Alina Amon                               | «Without You»             | 16    | 985    |           |
| Ana                                      | «Youngster»               | 35    | 380    |           |
| Andra Oproiu                             | «Younique»                | 7     | 1,860  | Avanza    |
| Andrea Stocchino                         | «Avere Paura»             | 28    | 502    |           |
| Andrei Petruș                            | «Take Me»                 | 8     | 1,650  | Avanza    |
| Aris                                     | «Do Svidaniya»            | 13    | 1,110  | Avanza    |
| Ayona                                    | «Let Me Come To You»      | 38    | 254    |           |
| Bogdan Dumitraș                          | «Sign»                    | 32    | 444    |           |
| Carmen Trandafir                         | «Măști»                   | 24    | 588    |           |
| Cezar Ouatu                              | «For Everyone»            | 23    | 598    | Avanza    |
| Ciro de Luca                             | «Imperdonabile»           | 42    | 147    |           |
| Cream, Minodora & Diana Bucșa            | «România Mea»             | 9     | 1,497  | Avanza    |
| Dan Helciug                              | «241»                     | 12    | 1,271  |           |
| Dora Gaitanovici                         | «Ana»                     | 2     | 3,218  | Avanza    |
| E-an-na                                  | «Malere»                  | 1     | 10,124 | Avanza    |
| Eliza G                                  | «The Other Half Of Me»    | 25    | 566    | Avanza    |
| Eugenia Nicolae junto a Cazanoi Brothers | «Doina»                   | 15    | 1,042  | Avanza    |
| Forțele de muncă                         | «Hai Afară, Frate!»       | 33    | 420    |           |
| Gabriel Basco                            | «One Night»               | 6     | 2,140  | Avanza    |
| Giulia-Georgia                           | «Find Your Way»           | 30    | 457    |           |
| Ivel                                     | «Neverending»             | 44    | 25     |           |
| Jessie                                   | «Regret»                  | 39    | 251    |           |
| Kyrie Mendél                             | «Hurricane»               | 41    | 148    | Avanza    |
| Letiția Moisescu                         | «Mirunica»                | 29    | 500    |           |
| Leyah                                    | «I'll Be Fine»            | 27    | 534    |           |
| Mălina                                   | «Prisoner»                | 5     | 2,336  | Avanza    |
| Miryam                                   | «Top Of The Rainbow»      | 18    | 902    |           |
| Møise                                    | «Guilty»                  | 26    | 537    | Avanza    |
| Oana Tăbultoc                            | «Utopia»                  | 4     | 2,629  | Avanza    |
| Olivia Miheț                             | «Fragile»                 | 37    | 274    |           |
| Othello                                  | «You're Worthy»           | 36    | 329    |           |
| Outflow                                  | «Running In Circles»      | 10    | 1,430  |           |
| Petra                                    | «Ireligios»               | 39    | 251    | Avanza    |
| Roberta-Maria Popa                       | «Indigo»                  | 19    | 896    |           |
| Romeo Zaharia                            | «Until The Fight Is Over» | 17    | 915    |           |
| Seeya                                    | «Save Me»                 | 43    | 71     |           |
| Sophia                                   | «Beautiful Lies»          | 34    | 410    |           |
| Stelian                                  | «Remember»                | 22    | 839    |           |
| Vanu                                     | «Never Give Up»           | 14    | 1,084  | Avanza    |
| Vizi                                     | «Sparrow»                 | 3     | 2,753  | Avanza    |
| WRS                                      | «Llámame»                 | 21    | 842    | Avanza    |

     Clasificado por el jurado     Clasificado por el público

##### Semifinal 2
La segunda semifinal televisada tuvo lugar el 12 de febrero de 2022, presentada por Anca Mazilu, Bogdan Stănescu e Ilinca en la green room desde los estudios de la TVR en Bucarest. 20 canciones compitieron por 10 pases a la final, por medio de una sola ronda de votación por parte de un jurado formado por cinco miembros.
| N.º | Artista                                  | Canción                | Resultado |
| --- | ---------------------------------------- | ---------------------- | --------- |
| 1   | Alex Parker & Bastien                    | «All This Love»        | Finalista |
| 2   | Aldo Blaga                               | «Embers»               |           |
| 3   | Petra                                    | «Ireligios»            | Finalista |
| 4   | Vizi                                     | «Sparrow»              |           |
| 5   | Vanu                                     | «Never Give Up»        | Finalista |
| 6   | Mălina                                   | «Prisoner»             |           |
| 7   | WRS                                      | «Llámame»              | Finalista |
| 8   | Andrei Petruș                            | «Take Me»              | Finalista |
| 9   | Møise                                    | «Guilty»               | Finalista |
| 10  | Gabriel Basco                            | «One Night»            | Finalista |
| 11  | Cream, Minodora & Diana Bucșa            | «România Mea»          | Finalista |
| 12  | Oana Tăbultoc                            | «Utopia»               |           |
| 13  | Kyrie Mendél                             | «Hurricane»            | Finalista |
| 14  | Dora Gaitanovici                         | «Ana»                  | Finalista |
| 15  | Cezar Ouatu                              | «For Everyone»         |           |
| 16  | Andra Oproiu                             | «Younique»             |           |
| 17  | E-an-na                                  | «Malere»               |           |
| 18  | Eugenia Nicolae junto a Cazanoi Brothers | «Doina»                |           |
| 19  | Eliza G                                  | «The Other Half Of Me» |           |
| 20  | Aris                                     | «Do Svidaniya»         |           |

##### Final
La final tuvo lugar el 5 de marzo de 2022, presentada por Eda Marcus y Aurelian Temișan con Bogdan Stănescu e Ilinca desde la green room desde los estudios de la TVR en Bucarest. Participaron los diez temas ganadores de la semifinal. La final tuvo una sola ronda de votación a 5/6 un panel de cinco jurados y 1/6 la votación del público. Tras la votación, WRS con el tema «Llámame» fue declarado ganador tras ser la preferencia predilecta del jurado y la segunda del público, acumulando 59.23 puntos.
| N.º | Artista                       | Canción         | Jurado | Televoto | Televoto | Lugar | Total |
| N.º | Artista                       | Canción         | Puntos | Votos    | Puntos   | Lugar | Total |
| --- | ----------------------------- | --------------- | ------ | -------- | -------- | ----- | ----- |
| 1   | Andrei Petruș                 | «Take Me»       | 11     | 807      | 2.59     | 9     | 13.59 |
| 2   | Alex Parker & Bastien         | «All This Love» | 27     | 429      | 1.38     | 7     | 28.38 |
| 3   | Gabriel Basco                 | «One Night»     | 35     | 1,048    | 3.37     | 4     | 38.37 |
| 4   | Vanu                          | «Never Give Up» | 34     | 676      | 2.17     | 5     | 36.17 |
| 5   | Petra                         | «Ireligios»     | 34     | 412      | 1.32     | 6     | 35.32 |
| 6   | Møise                         | «Guilty»        | 10     | 585      | 1.88     | 10    | 11.88 |
| 7   | Cream, Minodora & Diana Bucșa | «România Mea»   | 13     | 764      | 2.45     | 8     | 15.45 |
| 8   | Kyrie Mendél                  | «Hurricane»     | 46     | 641      | 2.06     | 2     | 48.06 |
| 9   | Dora Gaitanovici              | «Ana»           | 32     | 3,737    | 12       | 3     | 44    |
| 10  | WRS                           | «Llámame»       | 48     | 3,497    | 11.23    | 1     | 59.23 |

| Votación del Jurado | Votación del Jurado | Votación del Jurado | Votación del Jurado | Votación del Jurado | Votación del Jurado | Votación del Jurado |
| Canción             | A. Ungureanu        | O. Barabancea       | Randi               | C. Faur             | A. Romcescu         | Total               |
| ------------------- | ------------------- | ------------------- | ------------------- | ------------------- | ------------------- | ------------------- |
| «Take Me»           | 1                   | 1                   | 1                   | 3                   | 5                   | 11                  |
| «All This Love»     | 5                   | 4                   | 5                   | 6                   | 7                   | 27                  |
| «One Night»         | 7                   | 3                   | 6                   | 7                   | 12                  | 35                  |
| «Never Give Up»     | 4                   | 6                   | 4                   | 10                  | 10                  | 34                  |
| «Ireligios»         | 6                   | 12                  | 8                   | 5                   | 3                   | 34                  |
| «Guilty»            | 3                   | 2                   | 3                   | 1                   | 1                   | 10                  |
| «România Mea»       | 2                   | 5                   | 2                   | 2                   | 2                   | 13                  |
| «Hurricane»         | 10                  | 10                  | 10                  | 8                   | 8                   | 46                  |
| «Ana»               | 8                   | 7                   | 7                   | 4                   | 6                   | 32                  |
| «Llámame»           | 12                  | 8                   | 12                  | 12                  | 4                   | 48                  |

## En Eurovisión
De acuerdo a las reglas del festival, todos los concursantes iniciaron desde las semifinales, a excepción del anfitrión (en este caso, Italia) y el Big Five compuesto por Alemania, España, Francia, la misma Italia y Reino Unido. En el sorteo realizado el 25 de enero de 2022, Rumania fue sorteada en la segunda semifinal del festival. En este mismo sorteo, se determinó que participaría en la segunda mitad de la semifinal (posiciones 10-18). Semanas después, ya conocidos los artistas y sus respectivas canciones participantes, la producción del programa dio a conocer el orden de actuación, determinando que el país participaría en la decimotercera posición, precedida por Estonia y seguida de Polonia.
Los comentarios para Rumania corrieron por segunda ocasión consecutiva por Bogdan Stănescu, siendo acompañado por Kyrie Mendél en la segunda semifinal y la gran final. La portavoz de la puntuación rumana en la votación del jurado estaba prevista que fuera Eda Marcus; sin embargo, debido a dificultades técnicas, el supervisor ejecutivo del concurso Martin Österdahl fue quien anunció los votos.

### Semifinal 2

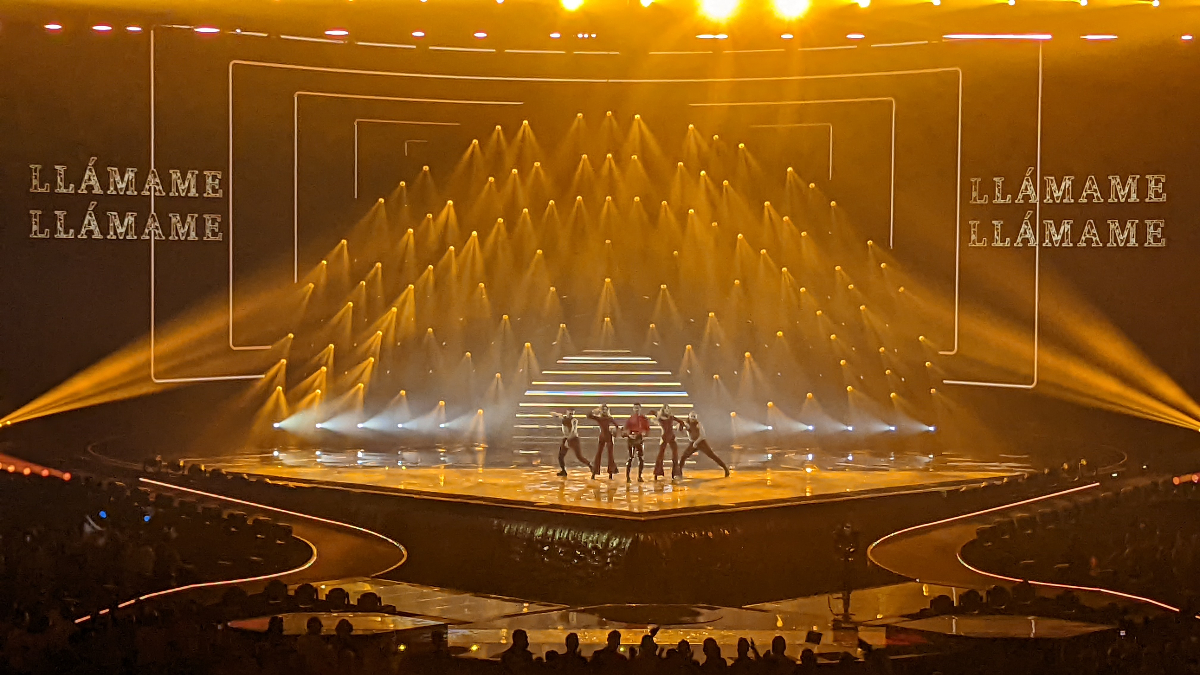
WRS durante la segunda semifinal.

WRS tomó parte de los ensayos los días 3 y 6 de mayo así como de los ensayos generales con vestuario de la segunda semifinal los días 11 y 12 de mayo. El ensayo general de la tarde del 11 fue tomado en cuenta por los jurados profesionales para emitir sus votos, que representaron el 50% de los puntos. Rumania se presentó en la posición 13, detrás de Polonia y por delante de Estonia.
La actuación rumana se mantuvo similar a la presentación de la final nacional. WRS fue acompañado por 4 bailarines, los cuales usaron vestuarios en color rojo. WRS usó una camisa roja la cual a mitad de actuación los bailarines le quitaron para revelar una camiseta negra con detalles en pedrería que tenía debajo. El escenario mantuvo una iluminación en colores dorados con la pantalla LED mostrando las palabras "llámame, llámame" del título de la canción y en la parte final, el fondo simuló una cascada dorada de chispas.
Al final del show, Rumania fue anunciada como uno de los 10 países finalistas. Los resultados revelados una vez terminado el festival, posicionaron a Rumania en 9° lugar de la semifinal con un total de 118 puntos, habiendo obtenido la 14.ª posición del jurado profesional con 18 puntos de solo cuatro países y obteniendo el quinto lugar del público con 100 puntos (incluyendo la máxima puntuación de España). Esta se convirtió en la primera vez desde 2017 que el país balcánico se clasificaba a la gran final.

### Final
Durante la rueda de prensa de los ganadores de la segunda semifinal, se realizó el sorteo en el que se decidió en que mitad participaría cada finalista. Rumania fue sorteada para participar en la primera mitad de la final (posiciones 1-13). El orden de actuación revelado durante la madrugada del viernes 13 de mayo, decidió que Rumania debía actuar en la posición 2 por delante de República Checa y por detrás de Portugal. WRS tomó parte de los ensayos generales con vestuario de la final los días 13 y 14 de mayo. El ensayo general de la tarde del 13 fue tomado en cuenta por los jurados profesionales para emitir sus votos, que representaron el 50% de los puntos.
Durante la votación, Rumania se colocó en 21° lugar en la votación del jurado profesional con 12 puntos, provenientes de solo tres países. Posteriormente se anunció su puntuación en la votación del televoto: la 13.ª posición con 53 puntos, recibiendo como máxima puntuación los 10 puntos de España y Moldavia. En la sumatoria final, Rumania finalizó en 18.ª posición de la clasificación con 65 puntos.

### Votación

#### Puntuación a Rumania

##### Semifinal 2
| Jurado    | Jurado                        | Jurado                 | Jurado             | Jurado                |
| 12 puntos | 10 puntos                     | 8 puntos               | 7 puntos           | 6 puntos              |
| --------- | ----------------------------- | ---------------------- | ------------------ | --------------------- |
|           |                               | - Alemania             |                    |                       |
| 5 puntos  | 4 puntos                      | 3 puntos               | 2 puntos           | 1 punto               |
|           | - España - Israel             |                        | - Estonia          |                       |
| Televoto  |                               |                        |                    |                       |
| 12 puntos | 10 puntos                     | 8 puntos               | 7 puntos           | 6 puntos              |
| - España  | - Chipre                      | - Bélgica - San Marino | - Reino Unido      | - Azerbaiyán - Serbia |
| 5 puntos  | 4 puntos                      | 3 puntos               | 2 puntos           | 1 punto               |
|           | - Australia - República Checa | - Finlandia - Suecia   | - Estonia - Israel |                       |

##### Final
| Jurado    | Jurado              | Jurado                | Jurado             | Jurado                 |
| 12 puntos | 10 puntos           | 8 puntos              | 7 puntos           | 6 puntos               |
| --------- | ------------------- | --------------------- | ------------------ | ---------------------- |
|           |                     |                       | - Grecia           |                        |
| 5 puntos  | 4 puntos            | 3 puntos              | 2 puntos           | 1 punto                |
|           | - España            |                       |                    | - Alemania             |
| Televoto  |                     |                       |                    |                        |
| 12 puntos | 10 puntos           | 8 puntos              | 7 puntos           | 6 puntos               |
|           | - España - Moldavia | - Italia              |                    |                        |
| 5 puntos  | 4 puntos            | 3 puntos              | 2 puntos           | 1 punto                |
| - Serbia  | - Bulgaria - Chipre | - Malta - Reino Unido | - Grecia - Irlanda | - Francia - San Marino |

#### Votación realizada por Rumania[28][30]
| Puntos    | Jurado              | Televoto        |
| --------- | ------------------- | --------------- |
| 12 puntos | Suecia              | Suecia          |
| 10 puntos | Australia           | Serbia          |
| 8 puntos  | República Checa     | Estonia         |
| 7 puntos  | Estonia             | Chipre          |
| 6 puntos  | Bélgica             | República Checa |
| 5 puntos  | Macedonia del Norte | Bélgica         |
| 4 puntos  | Finlandia           | Finlandia       |
| 3 puntos  | Azerbaiyán          | Australia       |
| 2 puntos  | San Marino          | San Marino      |
| 1 punto   | Israel              | Polonia         |

| Puntos    | Jurado       | Televoto    |
| --------- | ------------ | ----------- |
| 12 puntos | Ucrania      | Moldavia    |
| 10 puntos | Suecia       | Ucrania     |
| 8 puntos  | Reino Unido  | España      |
| 7 puntos  | Portugal     | Serbia      |
| 6 puntos  | Australia    | Suecia      |
| 5 puntos  | Suiza        | Estonia     |
| 4 puntos  | Italia       | Italia      |
| 3 puntos  | Países Bajos | Reino Unido |
| 2 puntos  | Grecia       | Noruega     |
| 1 punto   | España       | Francia     |

##### Desglose
| Semifinal 2 | Semifinal 2         | Semifinal 2                | Semifinal 2                | Semifinal 2                | Semifinal 2                |
| N.º         | País                | Jurado                     | Jurado                     | Televoto                   | Televoto                   |
| N.º         | País                | Ranking                    | Puntos                     | Ranking                    | Puntos                     |
| ----------- | ------------------- | -------------------------- | -------------------------- | -------------------------- | -------------------------- |
| 01          | Finlandia           | 7                          | 4                          | 7                          | 4                          |
| 02          | Israel              | 10                         | 1                          | 13                         |                            |
| 03          | Serbia              | 15                         |                            | 2                          | 10                         |
| 04          | Azerbaiyán          | 8                          | 3                          | 14                         |                            |
| 05          | Georgia             | 13                         |                            | 17                         |                            |
| 06          | Malta               | 12                         |                            | 12                         |                            |
| 07          | San Marino          | 9                          | 2                          | 9                          | 2                          |
| 08          | Australia           | 2                          | 10                         | 8                          | 3                          |
| 09          | Chipre              | 16                         |                            | 4                          | 7                          |
| 10          | Irlanda             | 14                         |                            | 11                         |                            |
| 11          | Macedonia del Norte | 6                          | 5                          | 15                         |                            |
| 12          | Estonia             | 4                          | 7                          | 3                          | 8                          |
| 13          | Rumania             | -------------------------- | -------------------------- | -------------------------- | -------------------------- |
| 14          | Polonia             | 11                         |                            | 10                         | 1                          |
| 15          | Montenegro          | 17                         |                            | 16                         |                            |
| 16          | Bélgica             | 5                          | 6                          | 6                          | 5                          |
| 17          | Suecia              | 1                          | 12                         | 1                          | 12                         |
| 18          | República Checa     | 3                          | 8                          | 5                          | 6                          |

| Final | Final           | Final                      | Final                      | Final                      | Final                      |
| N.º   | País            | Jurado                     | Jurado                     | Televoto                   | Televoto                   |
| N.º   | País            | Ranking                    | Puntos                     | Ranking                    | Puntos                     |
| ----- | --------------- | -------------------------- | -------------------------- | -------------------------- | -------------------------- |
| 01    | República Checa | 20                         |                            | 22                         |                            |
| 02    | Rumania         | -------------------------- | -------------------------- | -------------------------- | -------------------------- |
| 03    | Portugal        | 4                          | 7                          | 19                         |                            |
| 04    | Finlandia       | 16                         |                            | 15                         |                            |
| 05    | Suiza           | 6                          | 5                          | 21                         |                            |
| 06    | Francia         | 22                         |                            | 10                         | 1                          |
| 07    | Noruega         | 12                         |                            | 9                          | 2                          |
| 08    | Armenia         | 17                         |                            | 18                         |                            |
| 09    | Italia          | 7                          | 4                          | 7                          | 4                          |
| 10    | España          | 10                         | 1                          | 3                          | 8                          |
| 11    | Países Bajos    | 8                          | 3                          | 17                         |                            |
| 12    | Ucrania         | 1                          | 12                         | 2                          | 10                         |
| 13    | Alemania        | 19                         |                            | 20                         |                            |
| 14    | Lituania        | 14                         |                            | 12                         |                            |
| 15    | Azerbaiyán      | 13                         |                            | 23                         |                            |
| 16    | Bélgica         | 15                         |                            | 16                         |                            |
| 17    | Grecia          | 9                          | 2                          | 14                         |                            |
| 18    | Islandia        | 18                         |                            | 24                         |                            |
| 19    | Moldavia        | 24                         |                            | 1                          | 12                         |
| 20    | Suecia          | 2                          | 10                         | 5                          | 6                          |
| 21    | Australia       | 5                          | 6                          | 13                         |                            |
| 22    | Reino Unido     | 3                          | 8                          | 8                          | 3                          |
| 23    | Polonia         | 21                         |                            | 11                         |                            |
| 24    | Serbia          | 23                         |                            | 4                          | 7                          |
| 25    | Estonia         | 11                         |                            | 6                          | 5                          |

##### Incidentes en la votación
En un comunicado emitido durante la transmisión de la final, la UER reveló que durante la presentación del jurado de la segunda semifinal el 11 de mayo de 2022, seis jurados nacionales, incluyendo el jurado rumano, se descubrió que tenían patrones de votación irregulares. Como resultado, sus votaciones fueron anuladas y sustituidas para la segunda semifinal y la final en función de países con patrones de votación similares según lo determinado por los bombos en los que se colocaron los países para el sorteo de asignación de semifinales en enero y sin afectar las votaciones del televoto. Las emisoras belgas VRT y RTBF informaron más tarde que los jurados de los países involucrados habían llegado a acuerdos para votarse entre ellos.
El 19 de mayo, la UER emitió un comunicado explicando lo sucedido. Los auditores independientes de la votación de la UER detectaron un patrón irregular en las puntuaciones otorgadas por los jurados de seis países participantes en la segunda semifinal: Azerbaiyán, Georgia, Montenegro, Polonia, Rumania y San Marino. En el caso de Rumania, WRS recibió en la votación de los otros 5 países involucrados un total de 43 puntos (promediando 8.60 puntos por país) y la máxima puntuación (12 puntos) de San Marino; mientras que en la votación de los otros 15 países recibió solamente 18 puntos y como puntuación más alta los 8 puntos de Alemania.
Dada la naturaleza de este incidente, la UER decidió ejercer su derecho a eliminar los votos emitidos por los seis jurados en cuestión a partir de la asignación de clasificación en la Gran Final para preservar la integridad del sistema de votación. A continuación se desglosa la votación anulada del jurado rumano, resaltando a los países involucrados en la votación irregular:
| Votación anulada en la Semifinal 2 | Votación anulada en la Semifinal 2 | Votación anulada en la Semifinal 2 | Votación anulada en la Semifinal 2 | Votación anulada en la Semifinal 2 | Votación anulada en la Semifinal 2 | Votación anulada en la Semifinal 2 | Votación anulada en la Semifinal 2 | Votación anulada en la Semifinal 2 |
| N.º                                | País                               | Jurado                             | Jurado                             | Jurado                             | Jurado                             | Jurado                             | Jurado                             | Jurado                             |
| N.º                                | País                               | Jurado A                           | Jurado B                           | Jurado C                           | Jurado D                           | Jurado E                           | Ranking                            | Puntos                             |
| ---------------------------------- | ---------------------------------- | ---------------------------------- | ---------------------------------- | ---------------------------------- | ---------------------------------- | ---------------------------------- | ---------------------------------- | ---------------------------------- |
| 01                                 | Finlandia                          | 9                                  | 11                                 | 14                                 | 13                                 | 16                                 | 12                                 |                                    |
| 02                                 | Israel                             | 8                                  | 15                                 | 13                                 | 15                                 | 13                                 | 13                                 |                                    |
| 03                                 | Serbia                             | 16                                 | 8                                  | 10                                 | 5                                  | 7                                  | 9                                  | 2                                  |
| 04                                 | Azerbaiyán                         | 6                                  | 4                                  | 7                                  | 8                                  | 1                                  | 4                                  | 7                                  |
| 05                                 | Georgia                            | 4                                  | 3                                  | 4                                  | 14                                 | 5                                  | 5                                  | 6                                  |
| 06                                 | Malta                              | 12                                 | 17                                 | 16                                 | 11                                 | 9                                  | 15                                 |                                    |
| 07                                 | San Marino                         | 1                                  | 1                                  | 2                                  | 2                                  | 2                                  | 1                                  | 12                                 |
| 08                                 | Australia                          | 5                                  | 12                                 | 5                                  | 9                                  | 6                                  | 6                                  | 5                                  |
| 09                                 | Chipre                             | 17                                 | 16                                 | 11                                 | 7                                  | 17                                 | 11                                 |                                    |
| 10                                 | Irlanda                            | 7                                  | 10                                 | 6                                  | 12                                 | 12                                 | 10                                 | 1                                  |
| 11                                 | Macedonia del Norte                | 14                                 | 7                                  | 9                                  | 4                                  | 10                                 | 8                                  | 3                                  |
| 12                                 | Estonia                            | 13                                 | 6                                  | 8                                  | 6                                  | 8                                  | 7                                  | 4                                  |
| 13                                 | Rumania                            | --------------------------         | --------------------------         | --------------------------         | --------------------------         | --------------------------         | --------------------------         | --------------------------         |
| 14                                 | Polonia                            | 3                                  | 5                                  | 1                                  | 1                                  | 3                                  | 2                                  | 10                                 |
| 15                                 | Montenegro                         | 2                                  | 2                                  | 3                                  | 3                                  | 4                                  | 3                                  | 8                                  |
| 16                                 | Bélgica                            | 15                                 | 14                                 | 12                                 | 10                                 | 11                                 | 14                                 |                                    |
| 17                                 | Suecia                             | 10                                 | 9                                  | 15                                 | 17                                 | 15                                 | 16                                 |                                    |
| 18                                 | República Checa                    | 11                                 | 13                                 | 17                                 | 16                                 | 14                                 | 17                                 |                                    |

| Votación anulada en la Final | Votación anulada en la Final | Votación anulada en la Final | Votación anulada en la Final | Votación anulada en la Final | Votación anulada en la Final | Votación anulada en la Final | Votación anulada en la Final | Votación anulada en la Final |
| N.º                          | País                         | Jurado                       | Jurado                       | Jurado                       | Jurado                       | Jurado                       | Jurado                       | Jurado                       |
| N.º                          | País                         | Jurado A                     | Jurado B                     | Jurado C                     | Jurado D                     | Jurado E                     | Ranking                      | Puntos                       |
| ---------------------------- | ---------------------------- | ---------------------------- | ---------------------------- | ---------------------------- | ---------------------------- | ---------------------------- | ---------------------------- | ---------------------------- |
| 01                           | República Checa              | 20                           | 16                           | 16                           | 23                           | 15                           | 24                           |                              |
| 02                           | Rumania                      | --------------------------   | --------------------------   | --------------------------   | --------------------------   | --------------------------   | --------------------------   | --------------------------   |
| 03                           | Portugal                     | 14                           | 23                           | 12                           | 13                           | 4                            | 11                           |                              |
| 04                           | Finlandia                    | 11                           | 11                           | 23                           | 4                            | 20                           | 9                            | 2                            |
| 05                           | Suiza                        | 24                           | 10                           | 11                           | 24                           | 24                           | 22                           |                              |
| 06                           | Francia                      | 12                           | 12                           | 24                           | 10                           | 12                           | 19                           |                              |
| 07                           | Noruega                      | 21                           | 5                            | 13                           | 11                           | 16                           | 15                           |                              |
| 08                           | Armenia                      | 19                           | 20                           | 4                            | 22                           | 10                           | 14                           |                              |
| 09                           | Italia                       | 18                           | 7                            | 14                           | 6                            | 9                            | 7                            | 4                            |
| 10                           | España                       | 5                            | 19                           | 6                            | 17                           | 17                           | 8                            | 3                            |
| 11                           | Países Bajos                 | 16                           | 4                            | 7                            | 9                            | 2                            | 4                            | 7                            |
| 12                           | Ucrania                      | 22                           | 21                           | 15                           | 18                           | 5                            | 17                           |                              |
| 13                           | Alemania                     | 13                           | 13                           | 20                           | 7                            | 18                           | 18                           |                              |
| 14                           | Lituania                     | 4                            | 24                           | 10                           | 12                           | 23                           | 10                           | 1                            |
| 15                           | Azerbaiyán                   | 7                            | 14                           | 8                            | 8                            | 8                            | 5                            | 6                            |
| 16                           | Bélgica                      | 17                           | 15                           | 17                           | 21                           | 11                           | 23                           |                              |
| 17                           | Grecia                       | 2                            | 1                            | 3                            | 3                            | 3                            | 2                            | 10                           |
| 18                           | Islandia                     | 23                           | 8                            | 18                           | 16                           | 13                           | 21                           |                              |
| 19                           | Moldavia                     | 1                            | 2                            | 1                            | 1                            | 1                            | 1                            | 12                           |
| 20                           | Suecia                       | 6                            | 18                           | 21                           | 20                           | 22                           | 20                           |                              |
| 21                           | Australia                    | 10                           | 22                           | 5                            | 5                            | 19                           | 6                            | 5                            |
| 22                           | Reino Unido                  | 8                            | 9                            | 9                            | 15                           | 14                           | 12                           |                              |
| 23                           | Polonia                      | 3                            | 6                            | 2                            | 2                            | 7                            | 3                            | 8                            |
| 24                           | Serbia                       | 15                           | 3                            | 22                           | 19                           | 21                           | 13                           |                              |
| 25                           | Estonia                      | 9                            | 17                           | 19                           | 14                           | 6                            | 16                           |                              |